# Kista Science Tower
Kista Science Tower is een wolkenkrabber aan de Färögatan 33 in de wijk Kista, stadsdeel Rinkeby-Kista in de Zweedse hoofdstad Stockholm. Het gebouw is 124 meter hoog en 156 meter inclusief antennes. Het telt 32 verdiepingen en heeft een parkeergarage. Het gebouw dat werd ontworpen door White arkitekter zou een aantal meer verdiepingen tellen, maar deze werden geannuleerd vanwege de financiële crisis begin 2000. Het gebouw was van 2003 tot 2005 het hoogste gebouw van Zweden. Hierna werd het voorbijgestreefd door Turning Torso (Malmö). De toren is nog wel het hoogste kantoorgebouw van Scandinavië.
In de wolkenkrabber is een van de snelste liften van Zweden geplaatst. Het bereikt een snelheid van 5 tot 6 meter per seconden. In het gebouw zijn verschillende IT-bedrijven gevestigd. Het ligt naast winkelcentrum Kista Galleria en metrostation Kista.

## Foto's

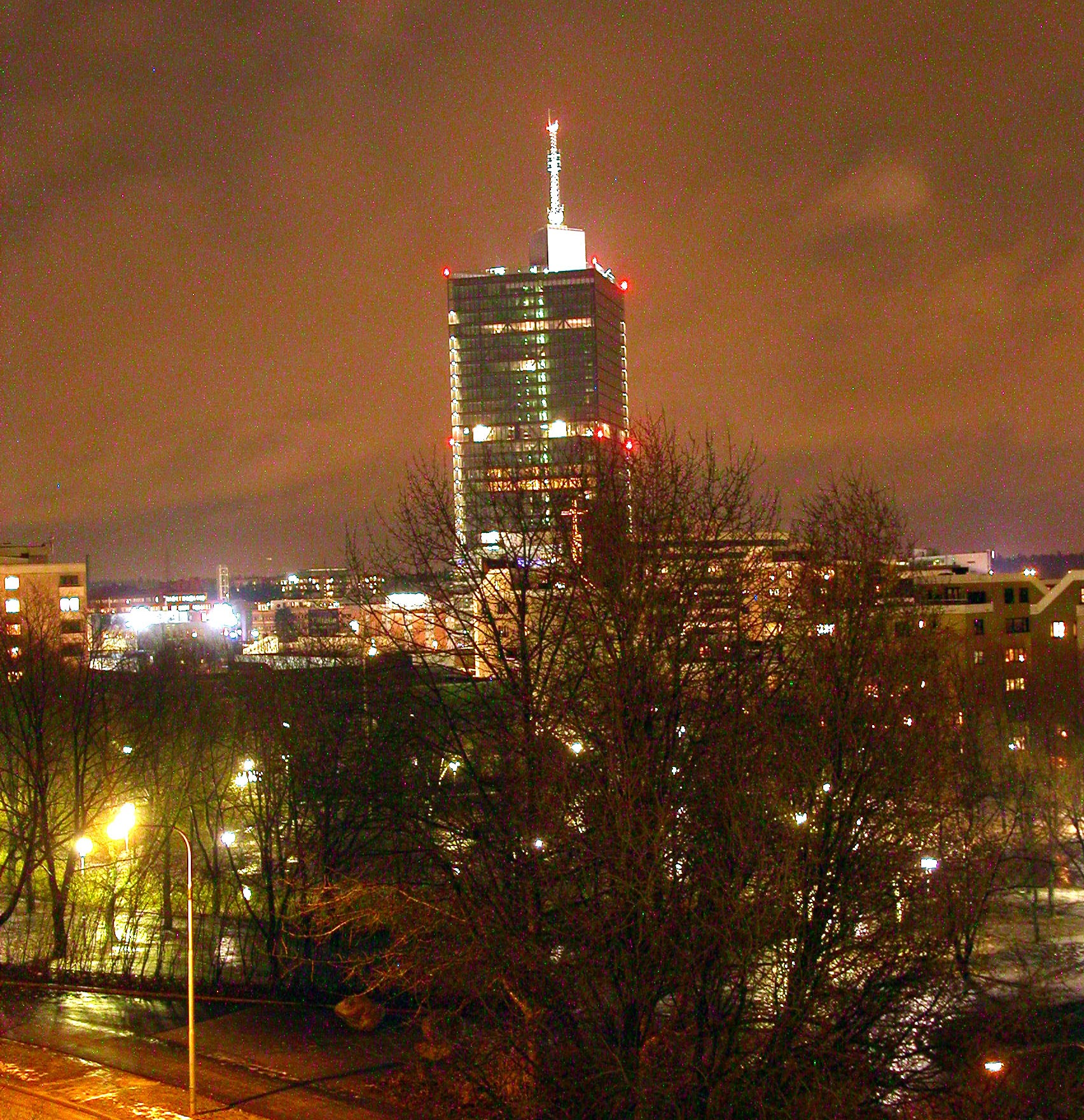
's nachts
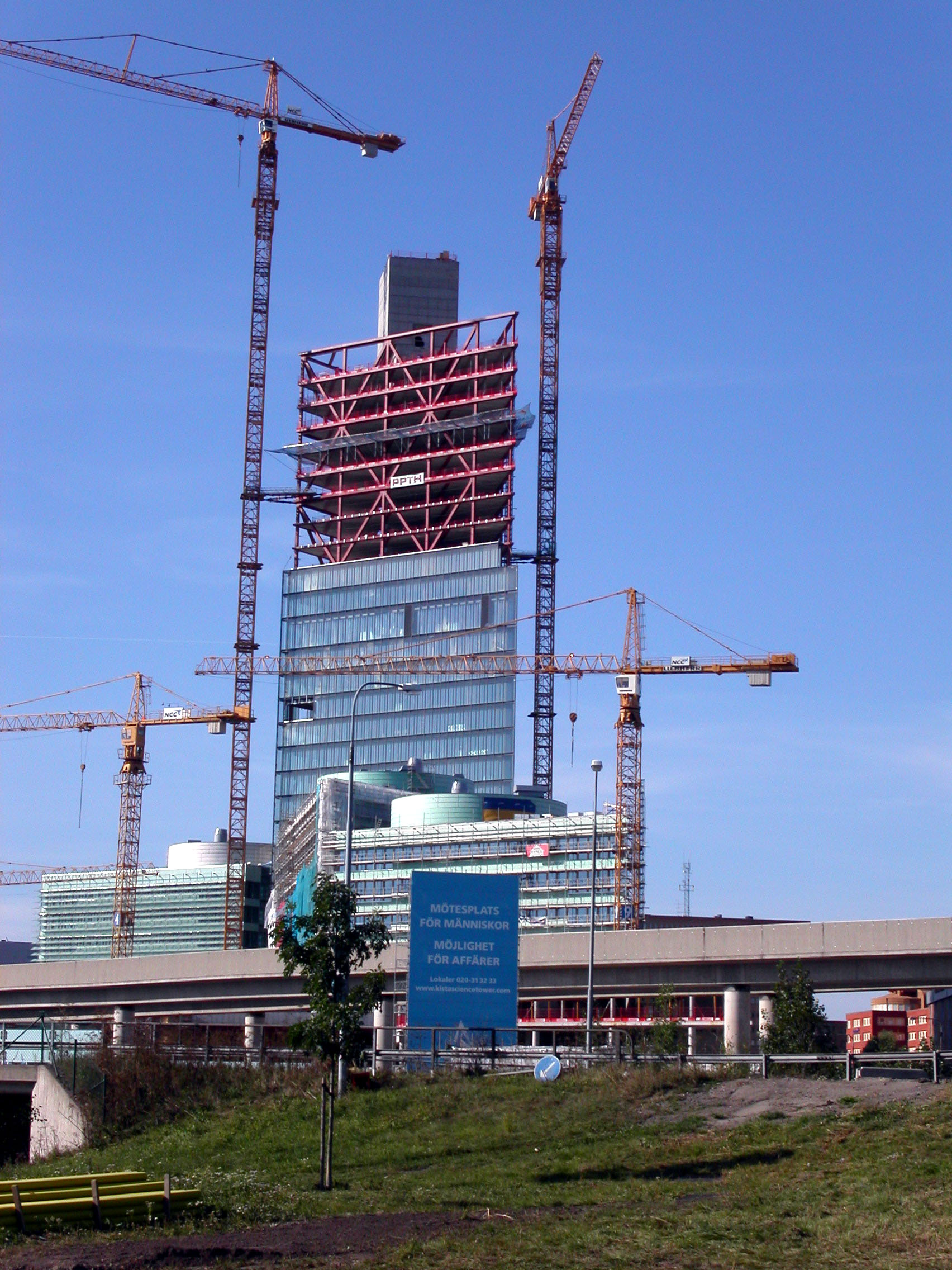
toren in aanbouw (2002)
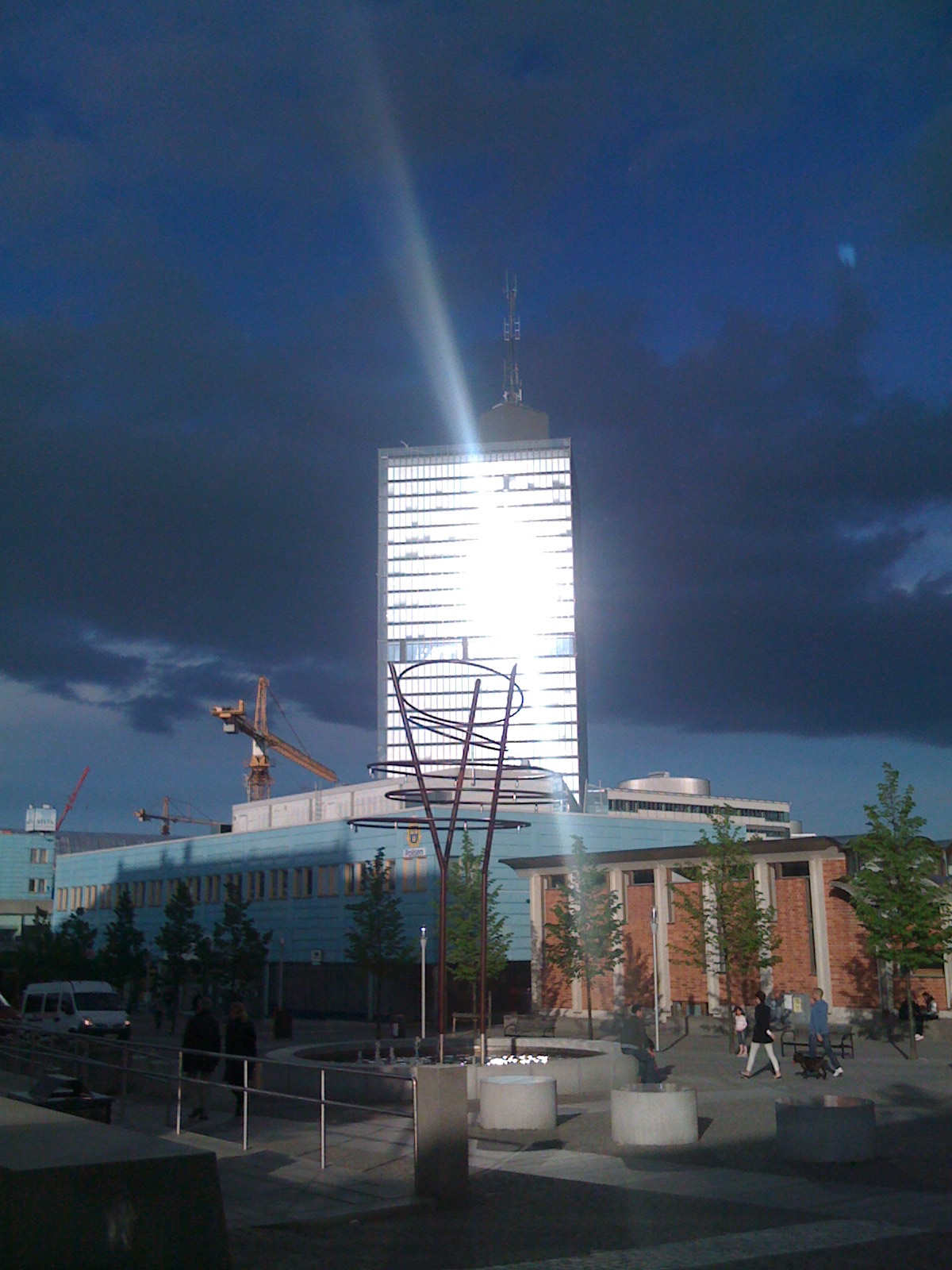
2009